# Fahad Al-Muwallad
Fahad mosaed Al-Mowallad (ur. 14 września 1994 roku w Dżuddzie) – saudyjski piłkarz występujący na pozycji pomocnika. Od 2022 roku występuje w drużynie Al-Shabab.